# Navtex

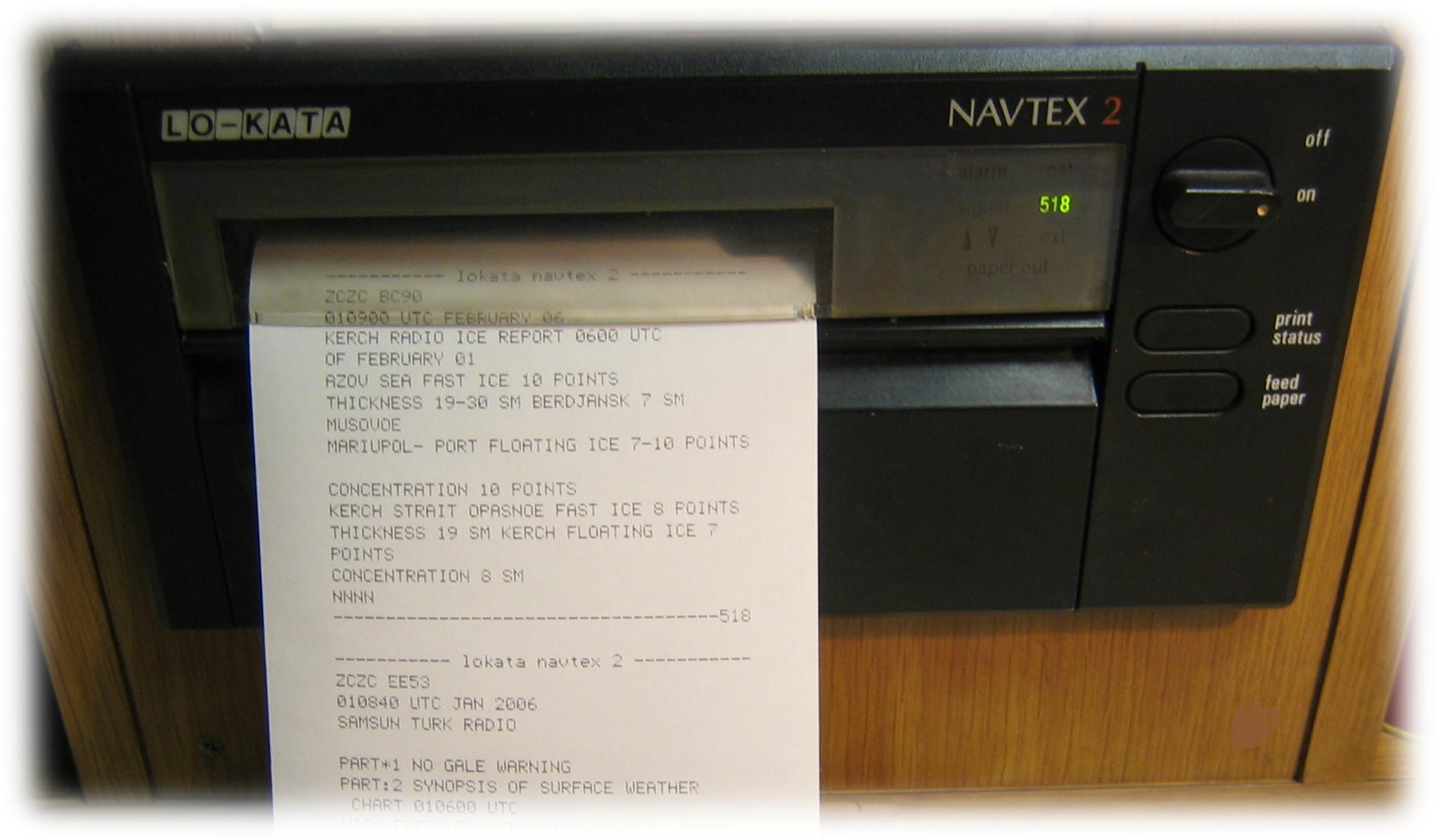
Odbiornik systemu Navtex

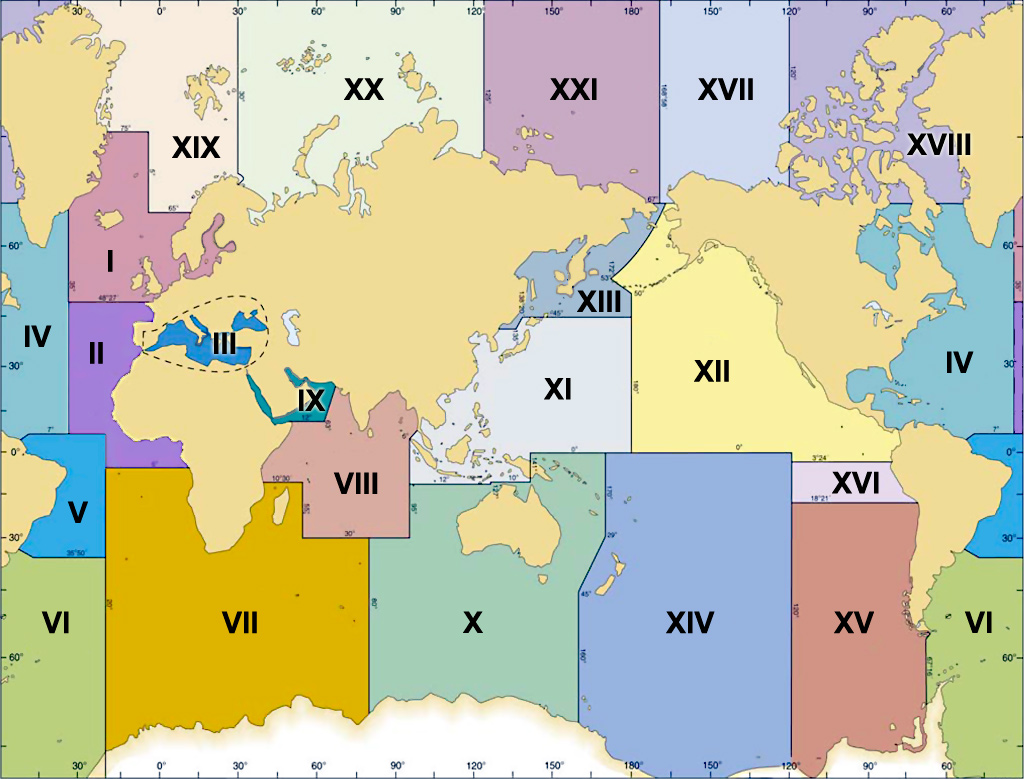
Podział oceanów na obszary NAVAREA, w których działają nadajniki NAVTEX

NAVTEX („NAVigational TEXt Messages“) – część systemu GMDSS. Zapewnia przekazanie teleksem informacji ważnych dla bezpieczeństwa żeglugi ze stacji brzegowych, wyznaczonych do transmisji, na statki wyposażone w odpowiednie odbiorniki.
System pracuje na częstotliwościach 518 kHz (międzynarodowa, komunikaty w języku angielskim) i 490 kHz (lokalna, w języku dowolnie wybranym przez daną administrację). Dodatkowo, ze względu na liczne zakłócenia na częstotliwości 518 kHz w rejonach tropikalnych, przydzielono do transmisji NAVTEX częstotliwość 4209,5 kHz. Transmisja NAVTEX odbywa się za pomocą modulacji FSK (emisja F1B z kluczowanym przesuwem częstotliwości 170 Hz) przy prędkości 100 bodów. Zasięg systemu wynosi (zależnie od mocy nadajnika i warunków propagacji) około 400 mil morskich od stacji nadającej.
Każda stacja ma swoje oznaczenie literowe (jedna litera). Wiadomości są przypisane do kategorii (wezwania pomocy, ostrzeżenia nawigacyjne, prognozy pogody, działalność systemów nawigacyjnych itp). Każda kategoria ma również oznaczenie literowe. W celu uniknięcia wzajemnych zakłóceń stosuje się podział czasowy transmisji poszczególnych stacji – wszystkie posiadają 10-minutowy czas transmisji w odstępach 4-godzinnych oraz podział na obszary NAVAREA.
Odbiornik statkowy powinien być ustawiony na odbieranie wiadomości od odpowiedniej stacji (nadającej informacje na obszar, w którym statek się znajduje lub w który wchodzi) i może mieć sprecyzowane, jakich informacji nie odbierać (np. dotyczących systemów nawigacyjnych, które na tym statku nie są zainstalowane). Odbiornik statkowy odbiera automatycznie wszystkie informacje, w miarę możliwości eliminuje błędy, rozpoznaje po oznaczeniach literowych, czy wiadomość pochodzi od właściwej stacji i czy należy do odpowiedniej kategorii, po czym drukuje treść wiadomości.